# بورسلان جوسون الأبيض
بورسلان جوسون الأبيض هو بورسلان أبيض استخدم وأنتج في عهد مملكة جوسون (1392~1910).

## معرض صور

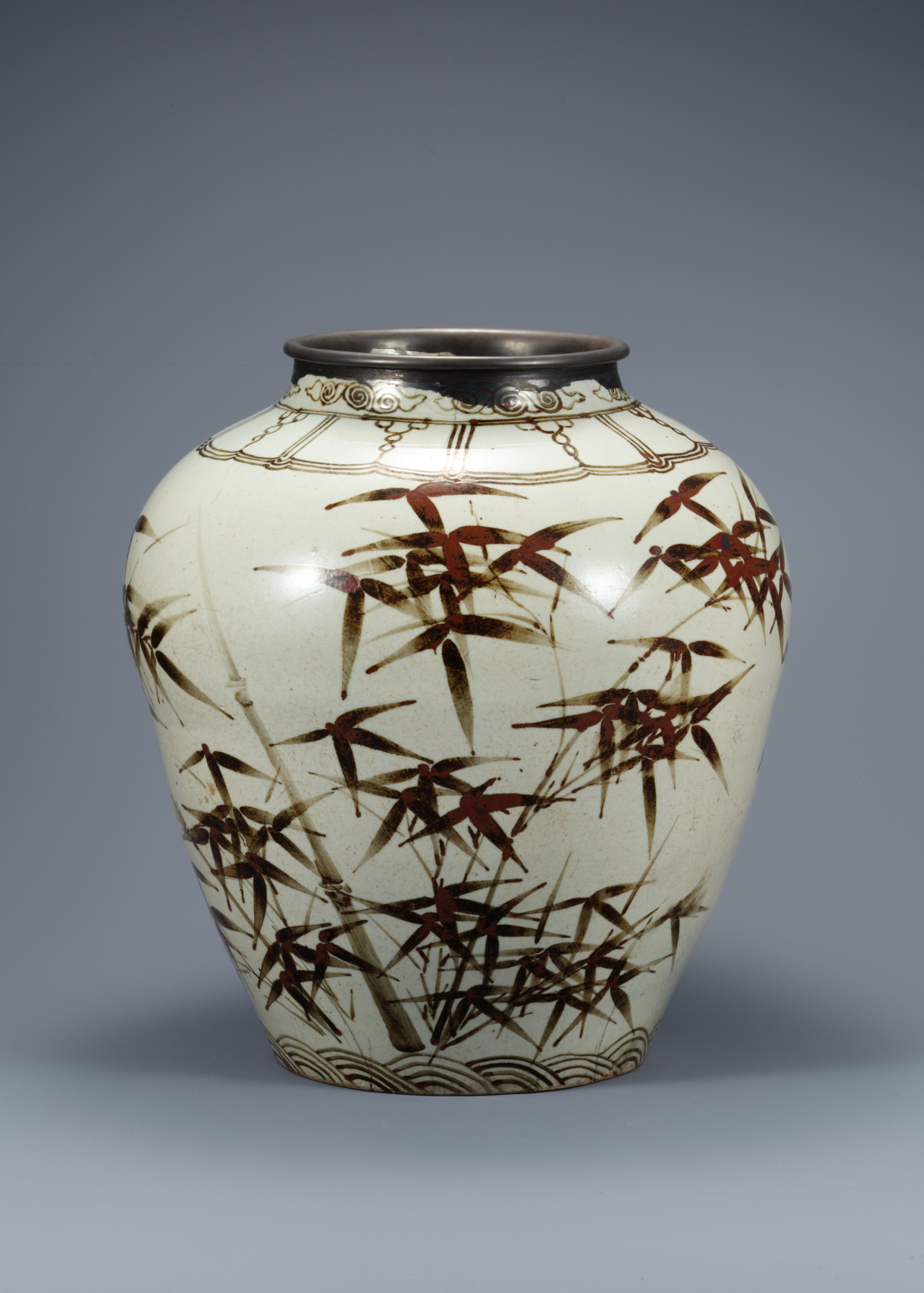
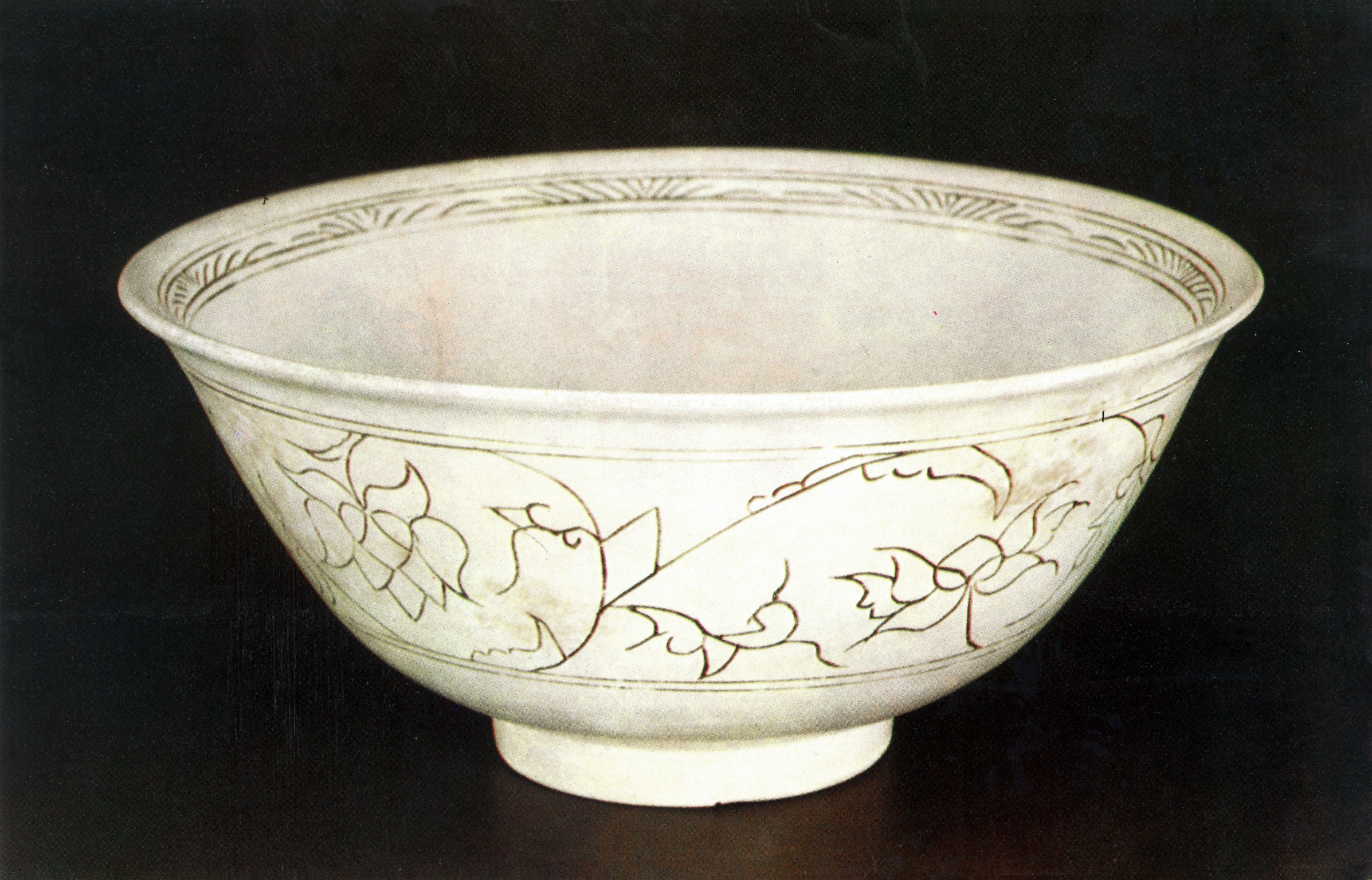
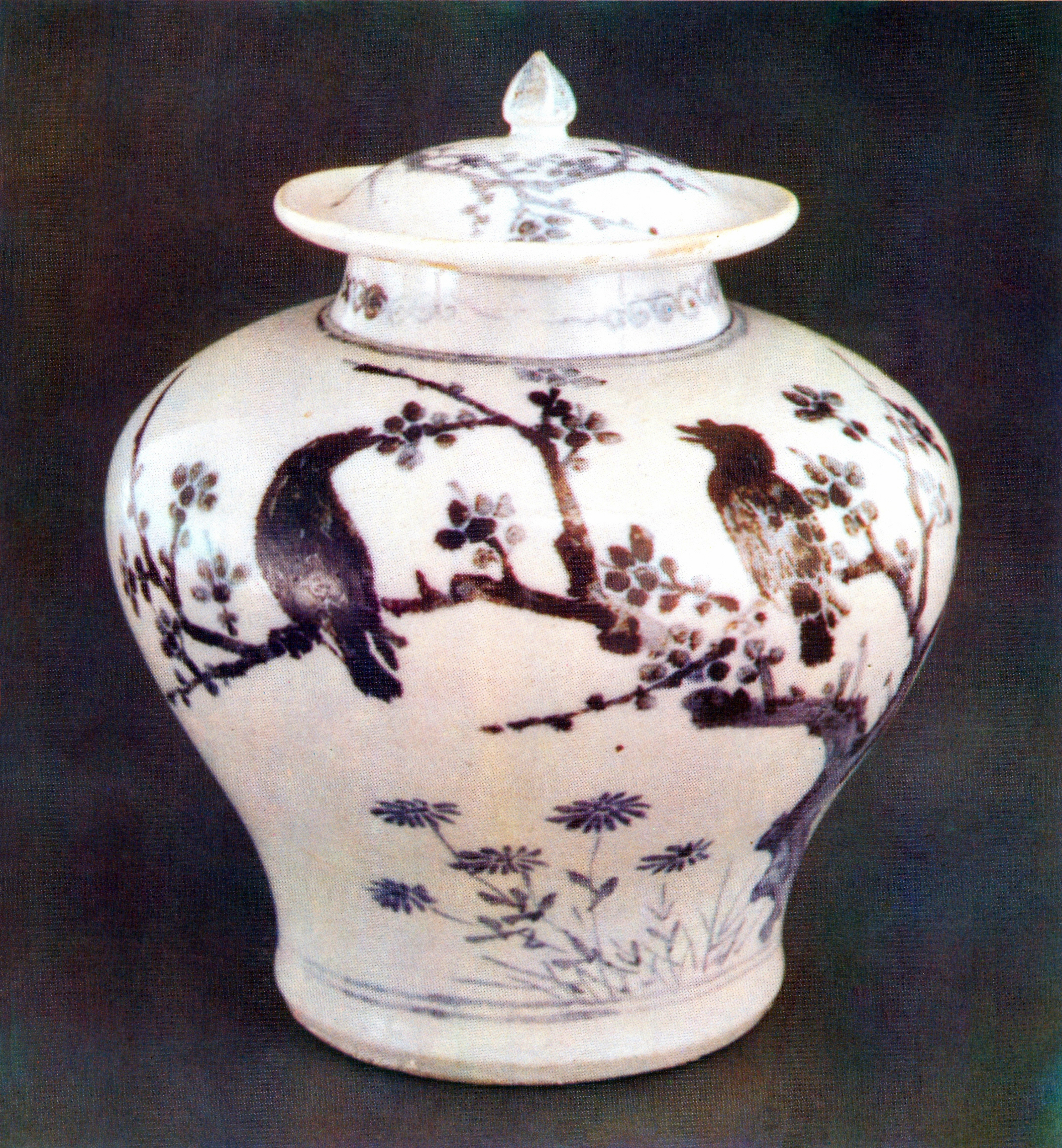
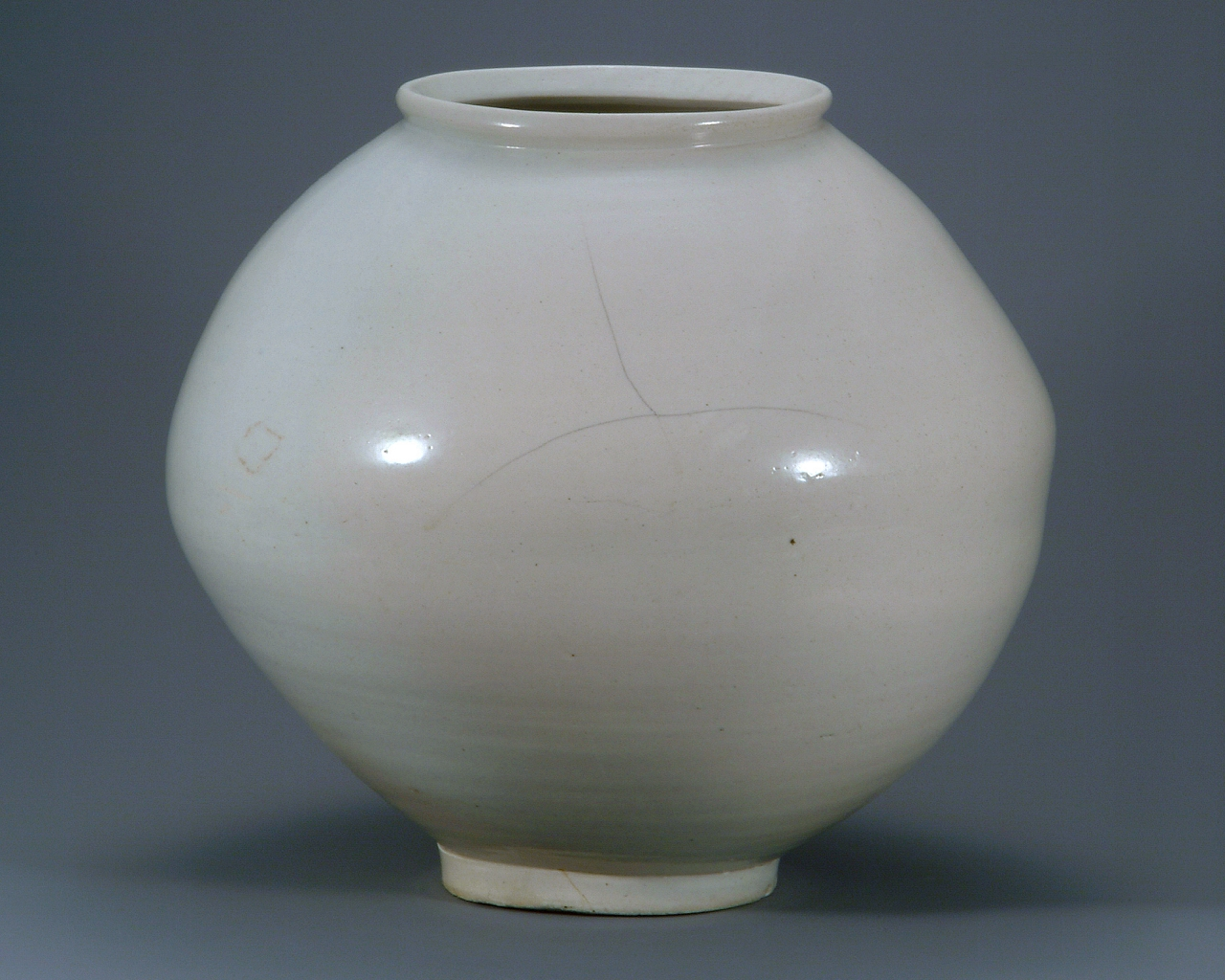